# Oljan (spel)
Oljan: Det Stora Äventyret är ett strategispel skapat av Tord Hasselquist. Tillverkare är Alga (Brio). Spelet gavs ut första gången 1960 men nyare utgåvor har givits ut sedan dess. Spelet finns också översatt till fem språk. Det var stort under sextiotalet men tappade i popularitet efter oljekrisen på sjuttiotalet. 
Antalet spelare är 2-7, rekommenderat antal är 4 till 5. Spelet har vissa likheter med Monopol.
Spelet präglas av en okritisk syn på utvinning och användning av fossila bränslen, vilket dels kan förklaras av tidsandan och att spelet är gjort i samarbete med oljebolaget BP.

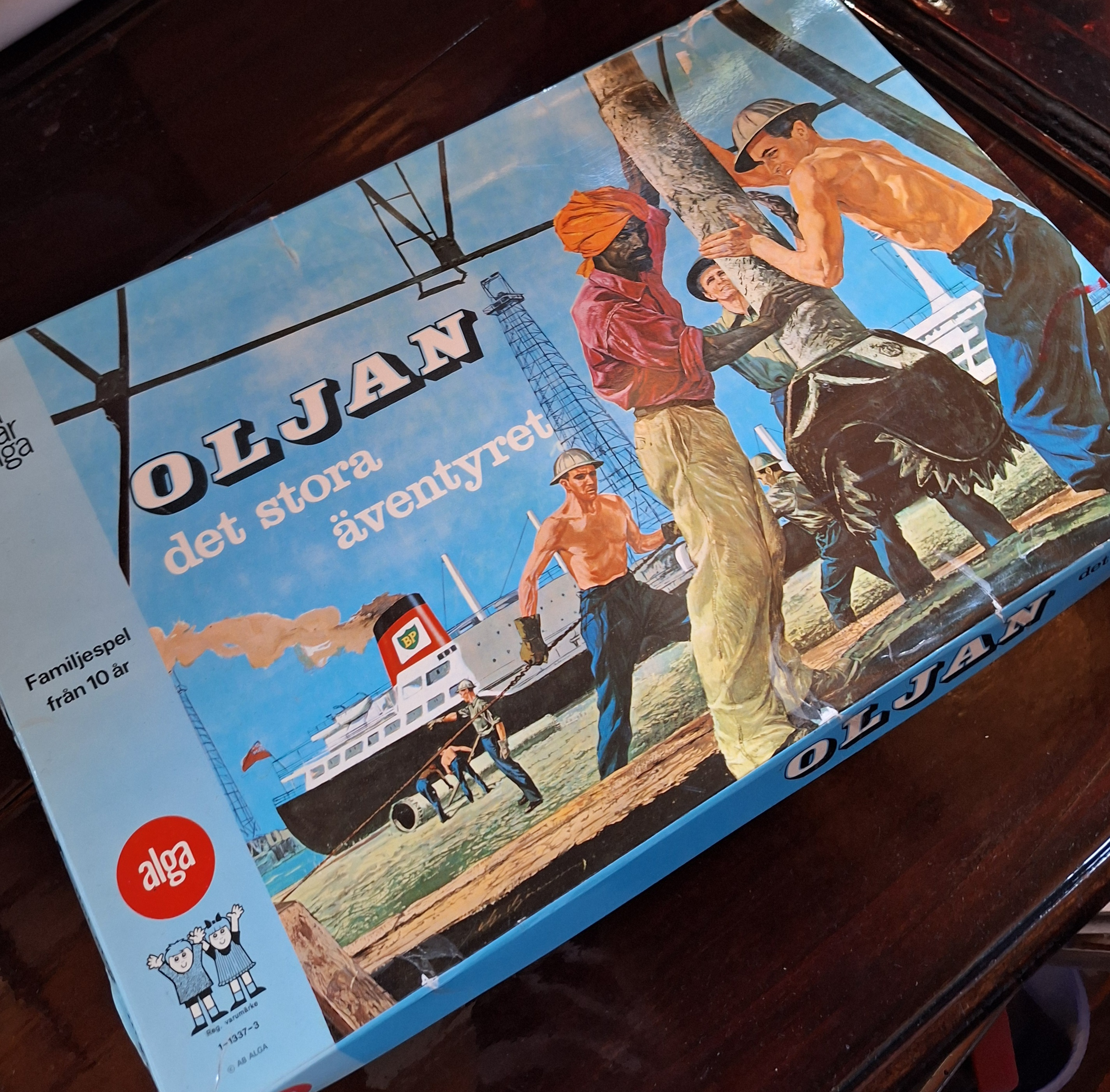
Spelets omslag som visar oljeborrning och ett tankfartyg från BP

## Spelets mål
Målet i Oljan är vara rikast vid spelets slut. Man tillskansar sig rikedom genom att borra efter olja samt spekulera på oljepriset. Det finns olika strategier, mycket beroende på hur lång speltid man har valt.